# Рясне (Дніпровський район)
Рясне́ — село в Україні, у Святовасилівській сільській територіальній громаді Дніпровського району Дніпропетровської області. Населення — 252 мешканці.

## Географія
Село Рясне примикає до села Чорнопарівка, на відстані 1 км розташоване селище Святовасилівка. По селу протікає висихний струмок з загатою. Поруч проходять автомобільна дорога Т 0420 і залізниця, станція Рясна за 1,5 км.

## Населення

### Мова
Розподіл населення за рідною мовою за даними перепису 2001 року:
| Мова       | Кількість | Відсоток |
| ---------- | --------- | -------- |
| українська | 233       | 92.46%   |
| російська  | 16        | 6.35%    |
| білоруська | 3         | 1.19%    |
| Усього     | 252       | 100%     |

## Інтернет-посилання
- Погода в селі Рясне

1. ↑  Рідні мови в об'єднаних територіальних громадах України — Український центр суспільних даних